# Torn (epizoda Zločina iz prošlosti)
Lili Raš: Ovo je najstariji zločin iz prošlosti
"Torn" je dvadesetprva epizoda četvrte sezone serije Zločini iz prošlosti.

## Sinopsis
Godine 1919 u SAD-u ratuju sufražetkinje za 
svoja prava. Osamnaestogoišnja Frensis, ćerka bogatih roditelja Stounovih, vlasnika jedne pivare, želi da postane aktivna učesnica ovog pokreta. Ipak, roditelji ne žele da se njihova ćerka uključuje u taj pokret, iako bi onda žene imale svoja prava, ali bi to moglo uništiti njihovo poslovanje i mogli bi pasti na prosjački štap. Osim toga, Frensis se ne želi udati u osamnaestoj godini. Nekoliko dana kasnije, je Frensis pronađena mrtva ispod stepenica u njenoj kući. Ko može biti odgovoran za njenu smrt? Otac, zaručnik ili neka od sufražetkinja?

## Događaj
- Filadelfija, 9. jun 1919

Porodica Stoun šeću gradom a Frensisin otac razgovara s nekakvim "poslovnikom". Na ulici nailaze na grupu žena sufražetkinja, a Frensis hoće da postane učesnica pokreta. Međutim, besna majka je odvlači kući.
- Filadelfija, 23. jun 1919

Frensis je nađena mrtva ispod stepenica u njenoj kući. Detektivi zapisuju podatke koje su nekako pronašli vezane uz njenu smrt.
- Filadelfija, 2006

Na policijsko odeljenje dolazi mlada devojka Ana Stoun, zapravo Frensisina pra pra nećakinja. Želi da se reši slučaj njene pra ra tetke. Sa sobom je ponela sve moguće dokaze-knjigu porodice Stoun, stare novine, amjliju na kojoj je Frensis i njen zaručnik Lorens i pismo od Frensis Lorensu. Lili otvara slučaj, star 87 godina (do sada njen najstariji zločin). Razgleda sve podatke i saznaje da je porodica Stoun, bila u to doba najbogatija porodica u Filadelfiji.
- Filadelfija, 1919

Na zabavi kod porodice Stoun, Lorens zaprosi Frensis i ona pristane. Kasnije k njima dolazi sluškinja Filipa, koja ima modricu na oku i pita ih šta hoće popiti.
- Filadelfija, 2006

Lili zovu u zatvor, kako bi došla po svoju pijanu majku i odlaze kući a Lili joj govori da se prestane opijati. Na odeljenje dovode jedinu preživelu osobu iz godine kada je ubijena Frensis, staru gospođu Oldrin, koja 1919 imala oko 6 godina.
- Filadelfija, 1919

Oldrin je sa svojom majkom u kihinji i pomaže joj. Dolazi Frensis i želi nasamo ragovarati sa sluškinjom Filipom, neznajući da će mala Oldrin prisluškivati njhov razgovor. Frensis je videla modricu koju ima Filipa na oku i želi da joj pomogne, pa odluče da idu u zajednicu sufražetkinja.
- Filadelfija, 2006

Lili i Nik Vera odlaze kod Ane Stoun, gde pronalaze Frensisin dnevnik i stari gramafon. Lili pročita nekoliko reda iz dnevnika.
- Filadelfija, 1919

Frensis i Filipa odlaze u zajednicu sufražetkinja. Tamo grupa žena raspravlja o tome kako bi sve žene trebale imati svoja prava. Frensis govori glavnoj ženi zajednice da želi postati sufražetkinja a u tom trenutku po Frensis i Filipu dolazi Frensisina majka, koja je uceni da ako odbiju iću kući, da Filipa više neće kod njih raditi.
- Filadelfija, 2006

Na odeljenju ponovo ragledaju dokaze, koje je donela Ana Stoun.
- Filadelfija, 1919

Frensisina majka sedi u fotelji i šije. Dolazi Frensis i počinju se svađati u vezi prava žena. Majka joj govori da će žene jednog dana dobiti svoja prava, bez glasanja. 
- Filadelfija, 2006

Lili odlazi k mami videti kako je i donosi joj hranu. Međutim, šokuje je stanje u kući, pa se počinju svađati. Majka je ponovo pijana a Lili joj govori da se treba poboljšati. Kasnije Lili i Vera odlaze k Ejmi Stoun, koja im pušta snimak Frensisinog govora. 
- Filadelfija, 23. jun 1919

U zajednicu sufražetkinja je došla Frensis i pomaže im u borbi za ženska prava. Rade ukrase u obliku srca. Međutim, u zajednicu dolazi policija i uhapse sve sufražetkinje.
- Filadelfija, 2006

Na odeljenju se i dalje razmatra slučaj...
- Filadelfija, 23. jun 1919

U zatvoru gde se nalazi Frensis, dolazi njen zaručnik Lorens. Frensis mu govori da se ne želi za njega udati, dok ima osamnaest godina i vraća mu verenički prsten. Otac dolazi k njoj i govori joj da ga je razočarala.
- Filadelfija, 2006

Oldrin i dalje priča detektivima šta zna...
- Filadelfija, 1919

Frensis ulazi u Filipinu sobu, kako bi razgovarale. Mala Oldrin se pravi da spava a zapravo prisluškuje njihov razgovor. Frensis s hrabrošću želi ponovo ići s Filipom u zajednicu sufražetkinja, jer smatra da nije uredu da je suprug tuče. Ali Filipa joj objašnjava, da ako postane sufražetkinja, da će joj oduzeti dete. Oldrin je zabrinuta šta će biti s njom. 
- Filadelfija, 2006

Lili i Skoti su kod Ane Stoun na razgovoru, a Skoti na polici među knjigama, pronalazi staru ploču, iz koje se saznaje za Frensisino ubistvo.
- Filadelfija, 23. jun 1919

Frensisina majka sedi u sobi u fotelji i čuje kako Frensis dolazi. Uputila se hodnikom niz stepenice kako bi spasila Filipu od njenog supruga. Otkriva majci kuda ide i počinju se svađati. Frensis govori kako je njena kuća samo obična rupa. I tokom svađe, Frensisina majka je slučajno gurne niz ograde. Prestrašena, trči dole da joj pomogne, ali prekasno.
- Filadelfija, 2006

Oldrin u odeljenju vidi duha svoje majke a Lilina majka se nastavlja opijati. Na putu do majke, Lili na ulici vidi Frensisinog duha, kako šeće među ljudima. Još jedan slučaj je rešen.